# Tracks (Vasco Rossi)
Tracks è la seconda raccolta del cantautore italiano Vasco Rossi, pubblicata il 25 novembre 2002 dalla EMI Italiana.

## Descrizione
Contiene alcune tra le più famose canzoni di Rossi del periodo in cui ha lavorato con la EMI, e una versione ricantata e riarrangiata di Ogni volta. 
Nel 2009 è stata pubblicata la seconda parte della raccolta, Tracks 2 - Inediti & rarità.
La copertina è un omaggio all'album di John Lennon Rock 'n' Roll, pubblicato nel 1975.

## Tracce
CD 1
1. Albachiara (live) - 3:58
2. Generale (live San Siro 1995) - 4:30
3. Guarda dove vai - 5:35
4. Io no - 5:16
5. ...Stupendo - 6:32
6. C'è chi dice no (live) - 4:41
7. Gli spari sopra - 3:29
8. Mi si escludeva - 4:46
9. Liberi liberi - 6:15
10. Gli angeli - 5:25
11. Vivere - 5:26
12. La fine del millennio - 4:24

CD 2
1. Ogni volta (versione 2002) - 4:13
2. Splendida giornata - 4:16
3. Rewind (radio edit) - 3:57
4. Quanti anni hai - 4:43
5. Gabri - 4:27
6. Benvenuto - 5:25
7. Sally - 4:43
8. Una canzone per te (live) - 3:32
9. Senza parole - 4:43
10. Toffee - 5:12
11. Se è vero o no - 3:48
12. Siamo soli - 4:01

DVD bonus nell'edizione speciale
1. C'è chi dice no
2. Liberi liberi
3. Guarda dove vai
4. Gli spari sopra
5. Vivere
6. Gabri
7. Senza parole
8. Generale (live San Siro 1995)
9. Mi si escludeva
10. Sally (live)
11. Gli angeli
12. Io no
13. Quanti anni hai
14. Rewind (live)
15. La fine del millennio
16. Siamo soli
17. Ti prendo e ti porto via (live)
18. Stupido hotel

Contenuti speciali
- Contributi live dallo Stupido hotel tour 2001:

1. Stendimi
2. Quel vestito semplice
3. La nostra relazione
4. Tu vuoi da me qualcosa
5. Io no

- Backstage di alcuni videoclip
- Backstage del servizio fotografico
- Spot TV
- Galleria fotografica
- Secret clip

## Successo commerciale
L'album arriva in prima posizione per nove settimane.
Nonostante Vasco abbia dichiarato che, con una stima di circa 800 000 copie vendute, Tracks sia la raccolta più venduta nella storia della musica italiana, in realtà la più venduta in Italia è The Best of Zucchero Sugar Fornaciari's Greatest Hits di Zucchero Fornaciari, che ha superato 1 100 000 in Italia, 3 000 000 in Europa e 5 000 000 di copie complessive nel mondo.

## Classifiche

### Classifiche settimanali
| Classifica (2002) | Posizione massima |
| ----------------- | ----------------- |
| Europa            | 17                |
| Italia            | 1                 |
| Svizzera          | 13                |

### Classifiche di fine anno
| Classifica (2002) | Posizione |
| ----------------- | --------- |
| Italia            | 1         |
| Classifica (2003) | Posizione |
| Italia            | 4         |